# 長克連
長 克連（ちょう かつつら、1875年（明治8年）1月14日 - 1901年（明治34年）5月11日）は、明治時代の華族。加賀八家長家第12代当主、長氏宗家第32代当主。

## 経歴
1875年（明治8年）、長成連の長男として生まれる。1879年（明治12年）11月、父の死去により4歳で家督を相続する。1900年（明治33年）5月9日、男爵を叙爵。
1901年（明治34年）、 病のために死去、享年27。子はなく、曾祖父の長連愛の女系子孫にあたる本多政以の次男基連が相続した。

## 栄典
- 1900年（明治33年）5月9日 - 男爵[5]

## 親族
母は正室本多政均の娘・寛。妻は福岡藩士族山本徳三郎の長女で山本リヤウ。養子に長基連（本多政以次男）。